# Château d'Eau
O Château d'Eau  (em português, "castelo d'água") é o principal símbolo de Cachoeira do Sul, a capital nacional do arroz, no Rio Grande do Sul.
O projeto arquitetônico, de 1925, foi elaborado pelo engenheiro Walter Jobim e o cálculo estrutural, pelo engenheiro Antônio de Siqueira. As esculturas (Netuno e grupo de ninfas) foram executadas nas oficinas de Vicente Friedrichs, em Porto Alegre, sob a direção do professor Giuseppe Gaudenzi, escultor italiano radicado nesta cidade.
O Château d’Eau foi construído com a finalidade de levar água por gravidade ao reservatório de distribuição da Rua Júlio de Castilhos e regular a pressão da água nas zonas mais elevadas da cidade. Foi desativado em junho de 1970, não sendo mais reservatório, nem passagem de água, tornando-se um ponto turístico.
De estilo eclético, o Château forma, juntamente com a Catedral Nossa Senhora da Conceição e o "Casarão da 15 de Novembro", sede da prefeitura, um dos mais importantes conjuntos arquitetônicos do Rio Grande do Sul.
Em julho de 2007 foi aprovado o projeto de lei nº 261/2006 proposto pelo deputado José Sperotto,  que incorporou o Château d’Eau ao Patrimônio Histórico e Cultural do Rio Grande do Sul. A fonte está, depois de 10 meses de restauração, em pleno funcionamento e novamente com o brilho do século passado. Durante a restauração os jatos de agua que saíram dos cântaros das donzelas, o que foram uma modificação dos anos 60, foram retirados, e agora a fonte mostra uma aparência mais próximo do original de novo.
Na manhã do dia 17 de Agosto de 2012, o Château D'eau, foi tombado como patrimônio historico de Cachoeira do Sul. Realizando assim mais uma marca no Dia Nacional do Patrimônio histórico. O prefeito Dr. Sergio Ghignatti, assinou o decreto de tombamento do monumento. A solenidade contou com a participação de três jovens atores do grupo de teatro do Colégio Marista Roque, que abrilhantaram a cerimônia. Jean Calegari, representando o deus protetor das fontes, Netuno. Clara Raddatz e Ana Júlia Tonet, atuando como duas ninfas, tudo sob comando da professora e diretora do grupo, Bernadete Lovato.